# Peromyscus crinitus
Peromyscus crinitus (каньйонні миші) — сіро-коричнева миша, поширена в багатьох штатах західної частини Сполучених Штатів і північної Мексики. Його найкраще середовище проживання — посушлива кам'яниста пустеля. Характер рослинності практично не впливає на поширення каньйонних мишей, натомість вона асоціюється з кам'янистим субстратом. Каньйонні миші добувають їжу в місцях із чагарниковою рослинністю, яку можна використовувати для захисту від хижаків. Це єдиний вид у групі видів Peromyscus crinitus.
Каньйонні миші їдять насіння, зелену рослинність і комах. Дрібні тварини та комахи складають більшу частину раціону, коли насіння та рослинність рідкісні. Розмножуються навесні і влітку. Самиці можуть приносити кілька виводків від двох до п'яти дитинчат на рік. Самці не спаровуються більше ніж з однією самицею, а домашні території самиць і самців збігаються. Каньйонні миші ведуть нічний спосіб життя й активні протягом року. Вони зазвичай гніздяться серед або під камінням у норах.
Найдавніші скам'янілості каньйонних мишей датуються 100 000 — 130 000 років тому з басейну Лос-Анджелеса.

## Морфологічна характеристика
Дорослі екземпляри без хвоста мають довжину від 73 до 85 мм, довжина хвоста від 82 до 118 мм, вага коливається від 17 до 24 г. Довжина задніх лап становить від 18 до 23 мм, а довжина вух — від 15 до 22 мм. Найбільші екземпляри мешкають у північній частині ареалу. Волоски верхньої частини хутра пурпурні біля коріння, а потім вохристі, коричневі, рудуваті або чорні, створюючи плямистий світло-коричневий вигляд. Хутро на нижніх частинах тіла світліше до білого забарвлення. Хвіст розділений на темну верхню частину і світлу нижню. Більшість екземплярів мають білі ноги, але в одній популяції вони чорні.